# 普天間
普天間（ふてんま、ふてぃま）は、沖縄県宜野湾市の地名。郵便番号は901-2202。 

## 地理
宜野湾市北東部に位置する。普天満宮の門前町として古くから栄えた地域である。野嵩・新城・安仁屋、北中城村安谷屋・石平・北谷町北前と隣接する。

### 普天間三叉路
那覇市と沖縄市を結ぶ国道330号、宜野湾市伊佐と北中城村渡口を結ぶ沖縄県道81号宜野湾北中城線は、宜野湾市普天間・北中城村石平の間で重複しており、普天間地域では三叉路を形成している。普天間三叉路の北側地区は普天満宮や普天間交番がある街区を除き、キャンプ・フォスターが占めている。

### 中央通り
国道330号のいすのき通りや沖縄県道35号線の起点となっている交差点から普天間三叉路にかけての約500mの通りが中央通りである。中央通り沿いには普天間高校や市役所跡地を利用したサンフティーマ、金融機関などが立地する。

## 歴史

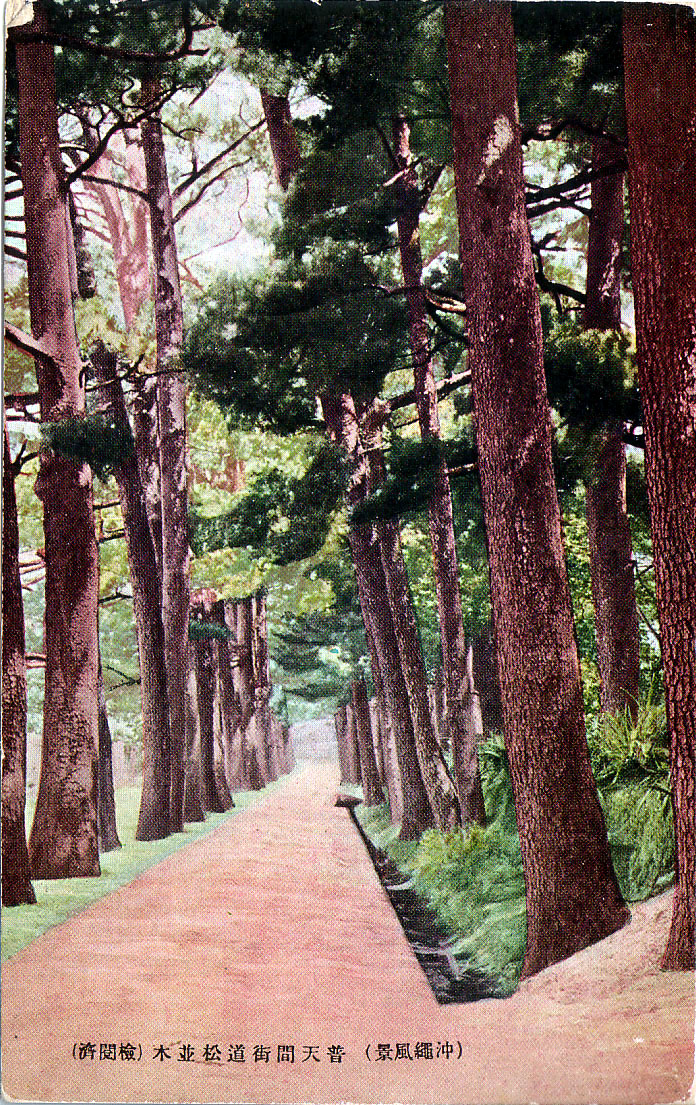
普天間街道松並木

もともと宜野湾村字野嵩(宜野湾市野嵩)を普天間村、宜野湾村字普天間(宜野湾市普天間)もまた普天間村と呼ばれており、後年にはそれらの混同を避けるために字普天間を普天間権現(普天満宮)の所在地として寺普天間、字野嵩を前普天間と称した。尚敬王の代から前普天間はの世子妃の領邑とされ、世子妃は野嵩按司加那志と号した。
戦前は普天満宮の門前町として宜野湾村の中でも随一の賑わいがあった。しかし、戦後には旧村域は米軍に接収されキャンプ・フォスターに吸収されたため、現在の普天間は旧村域の南東に位置する。1949年(昭和24)には普天満宮の土地が米軍から返還され、具志川村(現うるま市)の仮宮から還座した。以後、普天満宮と米軍基地の門前町として経済的に発展した。
琉球八社の一社である普天満宮(普天間宮)では旧暦9月15日には例大祭が催されており、古くは中山王や三司官から親方(琉球士族)、ノロ(神官)、一般人まで広く信仰を集めた。この例大祭を「普天満参詣（ファティマメー）」といい、王族の参詣は「ファティマ・サンチー」と呼んだ。首里から普天満宮への参詣道である「普天間街道」は1966年以降に尚賢王の普天満参詣に際して整備された。
普天間街道沿いのリュウキュウマツの並木は「宜野湾並松（ジノーンナンマチ）」と呼ばれ、17-18世紀ごろに尚敬王時代に蔡温よって植栽された。この松並木は1932年（昭和7年）4月に国の天然記念物に指定されている。しかし、松並木は1945年(昭和20)頃には日本軍の伐採や沖縄戦や基地建設などによって失われた。松並木の一部はは1957年(昭和32)頃にも残っていたが、松食い虫の被害により失われた。

普天間高校の校歌の1番には、こうした戦前の普天間の情景がうたわれている。
「宮居ゆかしきうまし野や 仰ぐ聖の松並木 さやけき風の吹（な）くところ」

### 沿革
- 1671年　宜野湾間切の新設に伴い、中城間切から編入される。
- 1904年　町村制の施行により宜野湾間切が宜野湾村となり、普天間は宜野湾村内の字となる。
- 1926年　郡役所廃止。
- 1980年　市役所が野嵩へ移転する。
- 1986年　キャンプ・フォスター内の地域を除き、住居表示を実施。

## 施設

### 普天間1丁目
普天間中央通りの東側地区
- 沖縄県立普天間高等学校(リンク)
- 宜野湾市立普天間小学校
- 宜野湾市立普天間幼稚園
- 普天満宮(リンク)
- 普天満宮洞穴
- 普天満山 神宮寺
- ふてんま公園
- 琉球銀行普天間支店

### 普天間2丁目
普天間中央通りの西側地区
- サンフティーマ（市役所跡地を利用した複合施設。商業以外のテナントも入っている。）
  - 普天間りうぼう
  - A&W普天間店
  - JAおきなわ普天間支店
- 普天間郵便局
- 沖縄銀行普天間支店
- コザ信用金庫普天間支店

### 字普天間
普天間三叉路の北側地区
- キャンプ・フォスター

## 交通

### 道路
- 国道330号
- 沖縄県道81号宜野湾北中城線
- 沖縄県道35号線

### バス路線
普天間三叉路を囲む形で普天間バス停が、普天間中央通り上に普天間市場入口バス停が、沖縄県道81号（単独区間）上に普天間入口バス停が、サンフティーマ内に普天間りうぼうバス停があり、以下の路線が停車する。
普天間市場入口・普天間に停車
- 21番 新都心具志川線（琉球バス交通）
- 24番 那覇大謝名線（琉球バス交通）
- 25番 那覇普天間線（那覇バス） - 一部便は普天間発着
- 27番 屋慶名（大謝名）線（沖縄バス）
- 52番 与勝線（沖縄バス）
- 61番 前原線（沖縄バス）
- 80番 与那城線（沖縄バス）
- 90番 知花（バイパス）線（琉球バス交通）
- 92番 那覇イオンモール線（沖縄バス）
- 110番 長田具志川線（琉球バス交通）
- 125番 普天間空港線（那覇バス） - 一部便は普天間発着
- 227番 屋慶名おもろまち線（沖縄バス）

普天間入口・普天間に停車
- 23番 具志川線（琉球バス交通）
- 31番 泡瀬西線（東陽バス）
- 77番 名護東（辺野古）線（沖縄バス）
- 223番 具志川おもろまち線（琉球バス交通）

普天間市場入口・普天間・普天間入口に停車
- 88番 宜野湾線（琉球バス交通）

普天間に停車
- 23番 具志川線 基幹急行バス（琉球バス交通）
- 77番 名護東（辺野古）線 基幹急行バス（沖縄バス）
- 331番 泡瀬西線 基幹急行バス（東陽バス）
- 777番 屋慶名線 基幹急行バス（沖縄バス）

普天間りうぼうに停車
- 護佐丸バス伊集普天間線・伊集回り線・久場回り線（中城村が東陽バスに委託）

## 普天間出身の著名人
- 又吉イエス（国政選挙への複数回立候補者）
- ryuchell